# Sint-Jacobskerk (Ibsker)
De Sint-Jacobskerk (Deens: Sankt Ibs kirke) is een 12e-eeuws kerkgebouw in Ibsker op het Deense eiland Bornholm, circa 3 km ten zuidwesten van Svaneke.

## Geschiedenis
Oorspronkelijk werd de kerk Beati Jacobi (1335) genoemd, later, in 1429, werd de naam Sancti Jacobs kirke. Uiteindelijk veranderde de naam in Ibs Kirke (Ib is het Scandinavische equivalent van Jacob).
De toren, het schip, het koor en de apsis dateren allen uit het einde van de 12e eeuw. Het portaal werd twee of drie eeuwen later toegevoegd. In 1867 werd het grootste deel van de noordelijke muur afgebroken om een transeptarm naar het noorden aan te bouwen. Het gevolg was dat het karakter van de romaanse kerkruimte volledig veranderde. Bij de restauratie in het jaar 1964 werd een nieuw orgel geïnstalleerd op de plaats van de oude, voormalige noordelijke muur. Hiermee werd het karakter van het romaanse schip weer enigszins hersteld. Tijdens deze restauratie ontdekte men ook sporen van muurschilderingen, ze waren echter zo vaag dat er geen moeite werd gedaan om ze te behouden.

## Interieur
Interessant is de brede westelijke toren vanwege de bijzondere gewelfconstructie. Als men vanuit het schip naar het westen kijkt ziet men door de twee rondbogen die het schip van de torenruimte scheiden het dubbele tongewelf. De kerkruimte heeft een balkenplafond; koor en apsis een tongewelf.
Het altaarstuk betreft een schilderij van Christoffer Wilhelm Eckersberg uit 1846. Het beeldt Christus in de hof van Getsemane uit. In de rooms-katholieke tijd had de kerk nog een zijaltaar. Mogelijk is het Mariabeeld uit circa 1500, dat tegenwoordig boven het doopvont hangt, afkomstig van dat zijaltaar. Uit dezelfde periode dateert het crucifix aan de zuidelijke muur van het kerkschip. Het doopvont is het oudste stuk voorwerp in de kerk en werd van kalksteen in Gotland vervaardigd. Het votiefschip dat in het kerkschip hangt dateert uit 1939. De renaissance kansel is versierd met afbeeldingen van de evangelisten.
In het voorportaal hangen drie borden met de namen van en details over de predikanten van de kerk sinds de reformatie. Van een aantal predikanten hangen er ook portretten. Langs de muren staan oude grafstenen, de oudste is uit 1568. De twee klokken in de toren dateren respectievelijk uit 1773 en 1822.